# Tolland (Connecticut)
Tolland és una població dels Estats Units a l'estat de Connecticut. Segons el cens del 2000 tenia 13.146 habitants.

## Demografia
Segons el cens del 2000, Tolland tenia 13.146 habitants, 4.586 habitatges, i 3.788 famílies. La densitat de població era de 127,8 habitants/km².
Dels 4.586 habitatges en un 42,3% hi vivien nens de menys de 18 anys, en un 74,4% hi vivien parelles casades, en un 5,9% dones solteres, i en un 17,4% no eren unitats familiars. En el 13% dels habitatges hi vivien persones soles el 4,1% de les quals corresponia a persones de 65 anys o més que vivien soles. El nombre mitjà de persones vivint en cada habitatge era de 2,83 i el nombre mitjà de persones que vivien en cada família era de 3,12.
Per edats la població es repartia de la següent manera: un 28,3% tenia menys de 18 anys, un 5,4% entre 18 i 24, un 31,7% entre 25 i 44, un 26,8% de 45 a 60 i un 7,7% 65 anys o més.
L'edat mediana era de 37 anys. Per cada 100 dones de 18 o més anys hi havia 97,1 homes.
La renda mediana per habitatge era de 77.398 $ i la renda mediana per família de 82.990 $. Els homes tenien una renda mediana de 51.659 $ mentre que les dones 37.795 $. La renda per capita de la població era de 29.892 $. Aproximadament l'1,1% de les famílies i el 2,2% de la població estaven per davall del llindar de pobresa.